# (1929) Kollaa
(1929) Kollaa ist ein Asteroid des Hauptgürtels, der am 20. Januar 1939 von dem finnischen Astronomen Yrjö Väisälä in Turku entdeckt wurde.
Benannt ist der Asteroid nach einem karelischen Fluss, der während des finnischen Winterkriegs Kriegsschauplatz war (→ Schlacht von Kollaa).